# Гліоксаль
Гліокса́ль — органічна сполука з формулою OCHCHO, жовта рідина. Є найпростішим диальдегідом — речовиною, яка містить дві альдегідні групи.

## Отримання
В лабораторних умовах гліоксаль отримують окисненням ацетальдегіду селенистою кислотою.
У промисловості гліоксаль одержують двома шляхами. Або окисненням етиленгліколю у газовій фазі у присутності срібного або мідного каталізатору, або ж окисненням у рідкій фазі ацетальдегіду азотною кислотою. Поширенішим є окиснення у газовій фазі.
Обсяг щорічного виробництва гліоксалю становить близько ~220.000 тонн.

## Хімічні властивості
Карбонільні групи гліоксалю володіють яскраво проявленими електрофільними властивостями. Із водою гліоксаль утворює дигідрат, перетворюючись із жовтого у безбарвний. 
Під дією лугів гліоксаль вступає у внутрішньомолекулярну реакцію Канніццаро, утворюючи натрієву сіль гліколевої кислоти.